# Christian Duma
Christian Duma (Cluj-Napoca, 5 februari 1982), is een voormalige Duitse atleet, die gespecialiseerd was in de 400 m horden.

## Loopbaan
Zijn beste prestatie leverde Duma in 2001, toen hij bij de Europese jeugdkampioenschappen in het Italiaanse Grosseto de titel veroverde op de 400 m horden in 50,26 s. Dat hij ook goed uit de voeten kon op de 400 m zonder obstakels had hij het jaar ervoor al bewezen op de wereldkampioenschappen voor junioren in Santiago. Daar had hij als lid van de Duitse 4 x 400 m estafetteploeg in 3.06,69 de zilveren medaille veroverd, vlak achter het team van Jamaica, dat de overwinning naar zich toehaalde in 3.06,06.
Zijn persoonlijk beste tijd op de 400 m horden is 49,17, gelopen in juni 2005 in Florence, Italië. Op de 400 m zonder horden realiseerde Duma in 2003 een PR-prestatie van 46,97.
Christian Duma, die gedurende zijn actieve atletiekloopbaan lid was van LG Eintracht Frankfurt, kondigde eind 2009 zijn afscheid aan. De veelvuldige blessures die hem regelmatig hadden gekweld en de afronding van zijn studie werktuigbouw, die hij voorrang wilde geven, voerde hij aan als voornaamste drijfveren voor zijn besluit.

## Titels
- Europees jeugdkampioen 400 m horden - 2001
- Duits kampioen 400 m horden - 2003

## Persoonlijke records
Outdoor
| Onderdeel    | Prestatie | Datum        | Plaats   |
| ------------ | --------- | ------------ | -------- |
| 400 m        | 46,97 s   | 2003         |          |
| 400 m horden | 49,17 s   | 18 juni 2005 | Florence |

Indoor
| Onderdeel | Prestatie | Datum            | Plaats    |
| --------- | --------- | ---------------- | --------- |
| 200 m     | 21,71 s   | 2006             |           |
| 400 m     | 47,21 s   | 25 februari 2006 | Karslruhe |

## Resultaten
| Jaar | Evenement      | Plaats           | Resultaat | Onderdeel           |
| ---- | -------------- | ---------------- | --------- | ------------------- |
| 2000 | WJK            | Santiago, Chili  | 4e        | 400 m horden        |
| 2000 | WJK            | Santiago, Chili  | 2e        | 4 x 400 m estafette |
| 2001 | EJK            | Grosseto, Italië | 1e        | 400 m horden        |
| 2002 | IAAF Wereldcup | Madrid, Spanje   | 8e        | 400 m horden        |
| 2005 | EK Indoor      | Madrid, Spanje   | 4e        | 4 x 400 m estafette |